# Braindead
Braindead (bra: Fome Animal; prt: Morte Cerebral ou Braindead - Morte Cerebral) é um filme neozelandês de 1992, dos gêneros comédia e horror, dirigido por Peter Jackson e escrito por Stephen Sinclair.

## Sinopse
Lionel é um rapaz que vive com sua mãe controladora, Vera (Elizabeth Moody). Um dia ele marca um encontro com uma moça em um zoológico, e a mãe, que não aceita o fato, decide segui-lo. Mas, quando chega ao zoológico, ela é mordida pelo macaco-rato-da-sumatra, cuja mordida é fatal.
Depois de morta, a mãe de Lionel volta como um zumbi faminto por seres humanos. Lionel tenta esconder sua mãe-zumbi da garota, e acaba passando por situações nada agradáveis.

## Elenco
- Timothy Balme - Lionel Cosgrove
- Diana Peñalver - Paquita Sánchez
- Elizabeth Moody - Vera Cosgrove (mãe)
- Ian Watkin - Tio Les
- Brenda Kendall - Enfermeira McTavish
- Stuart Devenie - Father McGruder
- Stephen Papps - Zombie McGruder
- Jed Brophy - Void
- Murray Keane - Scroat
- Glenis Levestam - Nora Matheson
- Lewis Rowe - Albert Matheson
- Elizabeth Mullane - Rita
- Harry Sinclair - Roger
- Davina Whitehouse - Avó de Paquita
- Silvio Famularo - Pai de Paquita
- Daniel Sabic - Baby Selwyn (corpo)
- Vicki Walker - Baby Selwyn (voz)
- Bill Ralston - funcionário do zoológico
- Brian Sergent - Vet
- Forrest J. Ackerman - Forry (visitante do zoológico)
- Peter Vere-Jones - Agente funerário
- Tich Rowney - Barry
- Tony Hiles - Zelador do zoológico
- Peter Jackson - Assistente do agente funerário
- Tina Regtien - Mandy
- George Port - Lawrence
- Stephen Andrews - Spike
- Nick Ward - Spud
- Kenny McFadden - Gladstone
- Angela Robinson Witherspoon - Courtney
- Johnny Chico - Chefe

## Curiosidade
- O diretor do filme, Peter Jackson, também faz uma participação especial como assistente do agente funerário (Peter Vere-Jones).